# Стара Некрасивка
Стара Некрасивка (на украински: Стара Некрасівка) е село в южна Украйна, административен център на селски съвет Стара Некрасивка в Измаилски район на Одеска област. Населението му според преброяването през 2001 г. е 3050 души.
В селото се намира най-южната оцеляла точка от геодезическата дъга на Струве - "Старо-Некрасовка".

## Население

### Езици
Численост и дял на населението по роден език, според преброяването на населението през 2001 г.:
| Роден език | Численост | Дял (в %) |
| Общо       | 3050      | 100.00    |
| Руски      | 2779      | 91.11     |
| Украински  | 158       | 5.18      |
| Молдовски  | 61        | 2.00      |
| Български  | 43        | 1.40      |
| Гагаузки   | 2         | 0.06      |
| Немски     | 1         | 0.03      |
| Други      | 6         | 0.19      |